# إنغو بريمنغر
إنغو بريمنغر (بالإنجليزية: Ingo Preminger؛ بالألمانية: Ingo Preminger) هو وكيل أدبي ومحامي ومنتج أفلام أمريكي ونمساوي، ولد في 25 فبراير 1911 في تشيرنوفتسي في أوكرانيا، وتوفي في 7 يونيو 2006 في باسيفيك بلسيدس، لوس أنجلوس ‏ في الولايات المتحدة بسبب مرض.

## وصلات خارجية
- إنغو بريمنغر على موقع IMDb (الإنجليزية)
- إنغو بريمنغر على موقع ألو سيني (الفرنسية)
- إنغو بريمنغر على موقع أول موفي (الإنجليزية)
- إنغو بريمنغر على موقع قاعدة بيانات الأفلام السويدية (السويدية)
- إنغو بريمنغر على موقع قاعدة بيانات الفيلم (الإنجليزية)